# Campeonato Sudamericano Femenino de 2010
La VI Copa América Femenina de 2010 se realizó en Ecuador entre el 4 de noviembre y el 21 de noviembre de 2010.
El torneo otorgó dos cupos para la Copa Mundial Femenina de Fútbol de 2011 que se jugó en Alemania entre el 26 de junio y el 17 de julio de 2011 y para los Juegos Olímpicos de Londres 2012. Además, los cuatro equipos clasificados a la ronda final clasificaron a los Juegos Panamericanos de 2011.
El equipo de Brasil se declaró campeón ganando todos los partidos. Colombia obtuvo el vicecampeonato, dejando a Chile y Argentina con el tercer y cuarto lugar, respectivamente.

## Equipos participantes
Participaron las diez selecciones nacionales de fútbol afiliadas a la Conmebol.
| Equipos participantes | Equipos participantes | Equipos participantes | Equipos participantes | Equipos participantes |
| --------------------- | --------------------- | --------------------- | --------------------- | --------------------- |
| Argentina             | Bolivia               | Brasil                | Chile                 | Colombia              |
| Ecuador               | Paraguay              | Perú                  | Uruguay               | Venezuela             |

## Sedes
| Ecuador                      | Ecuador                                             | Ecuador                            |
| Ambato                       | Quito                                               | Loja                               |
| ---------------------------- | --------------------------------------------------- | ---------------------------------- |
| Estadio Bellavista           | Estadio Olímpico Atahualpa                          | Estadio Federativo Reina del Cisne |
| Capacidad: 18 000            | Capacidad: 35 742                                   | Capacidad: 14 935                  |
|                              |                                                     |                                    |
| Azogues                      | Quito Azogues Latacunga Riobamba Loja Cuenca Ambato | Cuenca                             |
| Estadio Jorge Andrade Cantos | Quito Azogues Latacunga Riobamba Loja Cuenca Ambato | Estadio Alejandro Serrano Aguilar  |
| Capacidad: 15 000            | Quito Azogues Latacunga Riobamba Loja Cuenca Ambato | Capacidad: 22 000                  |
|                              | Quito Azogues Latacunga Riobamba Loja Cuenca Ambato |                                    |
| Latacunga                    | Quito Azogues Latacunga Riobamba Loja Cuenca Ambato | Riobamba                           |
| Estadio La Cocha             | Quito Azogues Latacunga Riobamba Loja Cuenca Ambato | Estadio Olímpico de Riobamba       |
| Capacidad: 15 000            | Quito Azogues Latacunga Riobamba Loja Cuenca Ambato | Capacidad: 20 000                  |
|                              | Quito Azogues Latacunga Riobamba Loja Cuenca Ambato |                                    |

## Primera fase
Los equipos están divididos en dos grupos de cinco, clasificando para la segunda fase los dos equipos mejores clasificados de cada zona.

- Los horarios corresponden a la hora de Ecuador (UTC-5)

### Grupo A
| Equipo    | Pts | PJ | PG | PE | PP | GF | GC | Dif |
| --------- | --- | -- | -- | -- | -- | -- | -- | --- |
| Chile     | 9   | 4  | 3  | 0  | 1  | 9  | 4  | 5   |
| Argentina | 9   | 4  | 3  | 0  | 1  | 7  | 2  | 5   |
| Ecuador   | 9   | 4  | 3  | 0  | 1  | 8  | 6  | 2   |
| Bolivia   | 3   | 4  | 1  | 0  | 3  | 5  | 11 | -6  |
| Perú      | 0   | 4  | 0  | 0  | 4  | 3  | 9  | -6  |

| 4 de noviembre de 2010, 17:00 | Argentina                        | 3:0 (2:0) | Bolivia | Estadio La Cocha, Latacunga            |                                        |
|                               | Ojeda 6' 39' (pen.) · Banini 51' |           |         | Árbitro(s): Yannina Mujica (Venezuela) | Árbitro(s): Yannina Mujica (Venezuela) |

| 4 de noviembre de 2010, 19:00 | Ecuador       | 1:2 (1:2) | Chile                    | Estadio La Cocha, Latacunga             |                                         |
|                               | Quinteros 42' |           | Quezada 2' · Salgado 44' | Árbitro(s): Ana Karina Marques (Brasil) | Árbitro(s): Ana Karina Marques (Brasil) |

| 6 de noviembre de 2010, 17:00 | Chile    | 1:2 (0:1) | Argentina        | Estadio Bellavista, Ambato                  |                                             |
|                               | Lara 85' |           | Pereyra 40', 71' | Árbitro(s): Adriana Lucía Correa (Colombia) | Árbitro(s): Adriana Lucía Correa (Colombia) |

| 6 de noviembre de 2010, 19:00 | Ecuador                      | 2:1 (1:1) | Perú        | Estadio Bellavista, Ambato                          |                                                     |
|                               | Quinteros 23' · Palacios 82' |           | Tristán 14' | Árbitro(s): Norma Beatriz González Gomez (Paraguay) | Árbitro(s): Norma Beatriz González Gomez (Paraguay) |

| 8 de noviembre de 2010, 17:00 | Chile                            | 3:0 (2:0) | Bolivia | Estadio Olímpico, Riobamba              |                                         |
|                               | Lara 8' · Zamora 40' · Araya 55' |           |         | Árbitro(s): Ana Karina Marques (Brasil) | Árbitro(s): Ana Karina Marques (Brasil) |

| 8 de noviembre de 2010, 19:00 | Argentina                     | 2:0 (0:0) | Perú | Estadio Olímpico, Riobamba                             |                                                        |
|                               | Eva González 66' · Blanco 70' |           |      | Árbitro(s): Gabriela Lourdes Bandeira Popich (Uruguay) | Árbitro(s): Gabriela Lourdes Bandeira Popich (Uruguay) |

| 10 de noviembre de 2010, 17:00 | Perú        | 1:3 (1:1) | Chile                              | Estadio Bellavista, Ambato            |                                       |
|                                | Tristán 38' |           | Aedo 10' · Quezada 57' · Araya 87' | Árbitro(s): Yanina Mujica (Venezuela) | Árbitro(s): Yanina Mujica (Venezuela) |

| 10 de noviembre de 2010, 19:00 | Ecuador                                              | 4:3 (1:1) | Bolivia                                   | Estadio Bellavista, Ambato                  |                                             |
|                                | Sánchez 42' · Ortiz 53' · Freire 69' · Quinteros 73' |           | Sánchez 30' · Benavides 70' · Padilla 87' | Árbitro(s): Adriana Lucia Correa (Colombia) | Árbitro(s): Adriana Lucia Correa (Colombia) |

| 12 de noviembre de 2010, 17:00 | Bolivia        | 2:1 (1:1) | Perú         | Estadio La Cocha, Latacunga                            |                                                        |
|                                | Loayza 29' 61' |           | Chirinos 22' | Árbitro(s): Gabriela Lourdes Bandeira Popich (Uruguay) | Árbitro(s): Gabriela Lourdes Bandeira Popich (Uruguay) |

| 12 de noviembre de 2010, 19:00 | Ecuador       | 1:0 (1:0) | Argentina | Estadio La Cocha, Latacunga                         |                                                     |
|                                | Rodríguez 34' |           |           | Árbitro(s): Norma Beatriz González Gomez (Paraguay) | Árbitro(s): Norma Beatriz González Gomez (Paraguay) |

### Grupo B
| Equipo    | Pts | PJ | PG | PE | PP | GF | GC | Dif |
| --------- | --- | -- | -- | -- | -- | -- | -- | --- |
| Brasil    | 12  | 4  | 4  | 0  | 0  | 13 | 1  | 12  |
| Colombia  | 9   | 4  | 3  | 0  | 1  | 17 | 2  | 15  |
| Paraguay  | 6   | 4  | 2  | 0  | 2  | 8  | 6  | 2   |
| Venezuela | 3   | 4  | 1  | 0  | 3  | 5  | 15 | -10 |
| Uruguay   | 0   | 4  | 0  | 0  | 4  | 2  | 21 | -19 |

| 5 de noviembre de 2010, 17:00 | Paraguay | 0:3 (0:1) | Colombia                                 | Estadio Federativo Reina del Cisne, Loja |                                        |
|                               |          |           | Domínguez 15', · Usme 46' , · Rincón 52' | Árbitro(s): Estela Álvarez (Argentina)   | Árbitro(s): Estela Álvarez (Argentina) |

| 5 de noviembre de 2010, 19:00 | Brasil                                      | 4:0 (3:0) | Venezuela | Estadio Federativo Reina del Cisne, Loja |                                      |
|                               | Aline 21', 25', · Maurine 42', · Renata 51' |           |           | Árbitro(s): Sirley Cornejo (Bolivia)     | Árbitro(s): Sirley Cornejo (Bolivia) |

| 7 de noviembre de 2010, 11:00 | Venezuela | 0:4 (0:0) | Paraguay                               | Estadio Federativo Reina del Cisne, Loja               |                                                        |
|                               |           |           | Quintana 51', · Villamayor 59' 62' 80' | Árbitro(s): Carolina Patricia Gonzalez Urrutia (Chile) | Árbitro(s): Carolina Patricia Gonzalez Urrutia (Chile) |

| 7 de noviembre de 2010, 13:00 | Uruguay | 0:4 (0:3) | Brasil                             | Estadio Federativo Reina del Cisne, Loja             |                                                      |
|                               |         |           | Cristiane 14' 41', · Marta 35' 57' | Árbitro(s): Juana del Rocío Delgado Torres (Ecuador) | Árbitro(s): Juana del Rocío Delgado Torres (Ecuador) |

| 9 de noviembre de 2010, 14:00 | Colombia                                                                    | 5:0 (2:0) | Venezuela | Estadio Jorge Andrade Cantos, Azogues            |                                                  |
|                               | Arias 27', · Rodallega 45+1', · Peralta 56', · Rincón 57' , · Velásquez 72' |           |           | Árbitro(s): Silvia Elizabeth Reyes Juárez (Perú) | Árbitro(s): Silvia Elizabeth Reyes Juárez (Perú) |

| 9 de noviembre de 2010, 16:00 | Paraguay                                                         | 4:0 (3:0) | Uruguay | Estadio Jorge Andrade Cantos, Azogues |                                      |
|                               | Villamayor 27' · Galeano 38' · Quintana 42' · Vásquez 87' (pen.) |           |         | Árbitro(s): Sirley Cornejo (Bolivia)  | Árbitro(s): Sirley Cornejo (Bolivia) |

| 11 de noviembre de 2010, 17:00 | Venezuela                                             | 5:2 (3:1) | Uruguay                      | Estadio Alejandro Serrano Aguilar, Cuenca            |                                                      |
|                                | Viso 4', 17' · Quintero 31' · Torres 75' · Altuve 80' |           | Viera 41' · Birizamberri 63' | Árbitro(s): Juana del Rocío Delgado Torres (Ecuador) | Árbitro(s): Juana del Rocío Delgado Torres (Ecuador) |

| 11 de noviembre de 2010, 19:00 | Colombia  | 1:2 (0:2) | Brasil                    | Estadio Alejandro Serrano Aguilar, Cuenca |                                        |
|                                | Muñoz 56' |           | Cristiane 12' · Marta 27' | Árbitro(s): Estela Álvarez (Argentina)    | Árbitro(s): Estela Álvarez (Argentina) |

| 13 de noviembre de 2010, 17:00 | Uruguay | 0:8 (0:3) | Colombia                                                                                | Estadio Alejandro Serrano Aguilar, Cuenca              |                                                        |
|                                |         |           | Usme 35' (pen.) · Rincón 41' 80' · Castro 45' 84' · Montoya 82' · Arias 85' · Vidal 88' | Árbitro(s): Carolina Patricia Gonzalez Urrutia (Chile) | Árbitro(s): Carolina Patricia Gonzalez Urrutia (Chile) |

| 13 de noviembre de 2010, 19:00 | Brasil                        | 3:0 (2:0) | Paraguay | Estadio Alejandro Serrano Aguilar, Cuenca        |                                                  |
|                                | Cristiane 18' 36' · Marta 57' |           |          | Árbitro(s): Silvia Elizabeth Reyes Juárez (Perú) | Árbitro(s): Silvia Elizabeth Reyes Juárez (Perú) |

### Fase final
| Equipo    | Pts | PJ | PG | PE | PP | GF | GC | Dif |
| --------- | --- | -- | -- | -- | -- | -- | -- | --- |
| Brasil    | 9   | 3  | 3  | 0  | 0  | 12 | 1  | 11  |
| Colombia  | 4   | 3  | 1  | 1  | 1  | 2  | 6  | -4  |
| Chile     | 2   | 3  | 0  | 2  | 1  | 2  | 4  | -2  |
| Argentina | 1   | 3  | 0  | 1  | 2  | 0  | 5  | -5  |

| 17 de noviembre de 2010, 15:00 | Chile    | 1:1 (0:1) | Colombia   | Estadio La Cocha, Latacunga                          |                                                      |
|                                | Lara 61' |           | Rincón 29' | Árbitro(s): Juana del Rocío Delgado Torres (Ecuador) | Árbitro(s): Juana del Rocío Delgado Torres (Ecuador) |

| 17 de noviembre de 2010, 17:00 | Brasil                                                 | 4:0 (2:0) | Argentina | Estadio La Cocha, Latacunga                         |                                                     |
|                                | Grazielle 24' · Rosana 36' · Marta 60' · Cristiane 75' |           |           | Árbitro(s): Norma Beatriz González Gomez (Paraguay) | Árbitro(s): Norma Beatriz González Gomez (Paraguay) |

| 19 de noviembre de 2010, 15:00 | Chile | 0:0 | Argentina | Estadio La Cocha, Latacunga            |  |
|                                |       |     |           | Árbitro(s): Yannina Mujica (Venezuela) |  |

| 19 de noviembre de 2010, 17:00 | Brasil                                                     | 5:0 (1:0) | Colombia | Estadio La Cocha, Latacunga                            |                                                        |
|                                | Santos 23' · Grazielle 48' · Marta 69' 87' · Cristiane 82' |           |          | Árbitro(s): Gabriela Lourdes Bandeira Popich (Uruguay) | Árbitro(s): Gabriela Lourdes Bandeira Popich (Uruguay) |

| 21 de noviembre de 2010, 15:00 | Colombia  | 1:0 (0:0) | Argentina | Estadio Olímpico Atahualpa, Quito    |                                      |
|                                | Vidal 51' |           |           | Árbitro(s): Sirley Cornejo (Bolivia) | Árbitro(s): Sirley Cornejo (Bolivia) |

| 21 de noviembre de 2010, 17:00 | Chile       | 1:3 (1:2) | Brasil                     | Estadio Olímpico Atahualpa, Quito |  |
|                                | Salgado 45' |           | Batista 2' · Marta 36' 83' |                                   |  |

|                           |
| Bandera de Brasil         |
| Campeón Brasil 5.º título |

## Estadísticas
| Equipo | Equipo    | Pts | PJ | PG | PE | PP | GF | GC | Dif | Rend   |
| ------ | --------- | --- | -- | -- | -- | -- | -- | -- | --- | ------ |
| 1      | Brasil    | 21  | 7  | 7  | 0  | 0  | 25 | 2  | 23  | 100,0% |
| 2      | Colombia  | 13  | 7  | 4  | 1  | 2  | 19 | 8  | 11  | 61,9%  |
| 3      | Chile     | 11  | 7  | 3  | 2  | 2  | 11 | 8  | 3   | 52,3%  |
| 4      | Argentina | 10  | 7  | 3  | 1  | 3  | 7  | 7  | 0   | 47,6%  |
| 5      | Ecuador   | 9   | 4  | 3  | 0  | 1  | 8  | 6  | 2   | 75,0%  |
| 6      | Paraguay  | 6   | 4  | 2  | 0  | 2  | 8  | 6  | 2   | 50,0%  |
| 7      | Bolivia   | 3   | 4  | 1  | 0  | 3  | 5  | 11 | -6  | 25,0%  |
| 8      | Venezuela | 3   | 4  | 1  | 0  | 3  | 5  | 15 | -10 | 25,0%  |
| 9      | Perú      | 0   | 4  | 0  | 0  | 4  | 3  | 9  | -6  | 0,0%   |
| 10     | Uruguay   | 0   | 4  | 0  | 0  | 4  | 2  | 21 | -19 | 0,0%   |

## Clasificados

### Copa MundialyJuegos Olímpicos
| Brasil | Colombia |
| Brasil | Colombia |
| ------ | -------- |

### Juegos Panamericanos 2011
| Bandera de Brasil | Bandera de Colombia | Bandera de Chile | Bandera de Argentina |
| Brasil            | Colombia            | Chile            | Argentina            |